# Barbicornis cuneifera
Barbicornis cuneifera är en fjärilsart som beskrevs av Adalbert Seitz 1917. Barbicornis cuneifera ingår i släktet Barbicornis och familjen Riodinidae. Inga underarter finns listade i Catalogue of Life.